# Wilhelm Boden
Pour les articles homonymes, voir Boden (homonymie).

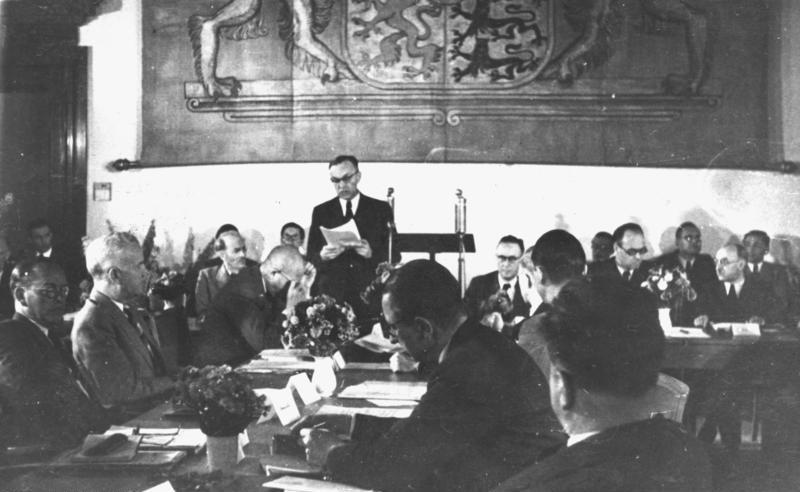
Wilhelm Boden (au premier plan en train d'écrire) à la réunion des ministres-présidents d'Allemagne le 6 et 7 juin 1947 à Munich

Wilhelm Boden né le 5 mars 1890 à Grumbach, mort le 18 octobre 1961 à Birnbach) est un avocat allemand, administrateur et homme politique (Zentrum, CDU). Il est le premier ministre-président du Land de Rhénanie-Palatinat de 1946 à 1947.

## Biographie
Wilhelm Boden est le fils d'un notaire et conseiller juridique de Grumbach. Après avoir eu son abitur en 1908 au Gymnasium Max Planck à Trèves, il commence des études de droit et de sciences politiques à l'Université rhénane Frédéric-Guillaume de Bonn puis à l'Université Humboldt de Berlin. Il devient membre de la K.D.St.V. Bavaria Bonn, une association d'étudiants catholiques à l'université de Bonn. Il obtient son doctorat de droit et de sciences politiques en 1912 à l'université de Wurtzbourg et se prépare à la fonction publique à Berlin en 1915. Il devient fonctionnaire de l'état de Prusse, jusqu'en 1916 juge assesseur au ministère public ainsi qu'à la mairie de Cologne. De 1916 à 1919, il est cadre à Cologne, Essen et au district de Düsseldorf.

## Carrière politique

### Avant la Seconde Guerre Mondiale
Durant la République de Weimar il s'engage dans le parti politique Zentrum. Du 1er octobre 1919 à 1933, il est conseiller de l'arrondissement d'Altenkirchen, en 1919/20 puis de 1929 à 1933, membre suppléant du parlement de la province de Rhénanie, et en 32/33 membre du Parlement prussien.
En 1933, il est relevé de ses fonctions par les nazis et détenu pendant sept mois. Il devient conseiller juridique et en stratégie, en 1940 il est employé d'une compagnie d'assurances de Cologne. En 1942 il est réquisitionné par la ville de Cologne.

### Après-guerre
Après la guerre, les puissances d'occupation nomme Wilhelm Boden au conseil d'Altenkirchen (avril-mai 1945), président de la circonscription administrative de Cologne (juin-décembre 45). Il participe à la fondation de la CDP qui deviendra la section de la CDU de Rhénanie-Palatinat dont il est le représentant au conseil provisoire en 1946/47. Après un bref mandat de haut président de Rhénanie et de Hesse-Nassau, il est nommé par l'administration d'occupation française à l'initiative de Claude Hettier de Boislambert ministre-président de Rhénanie-Palatinat à titre provisoire, à la suite de la création du Land.
Après les élections de 1947, où il obtient un mandat, il devient membre CDU du cabinet du ministère de l'Intérieur. Il démissionne le 9 juillet 1947 de ses fonctions en Rhénanie-Palatinat. La raison est un document de décembre 1945 dont il est l'auteur, dans lequel il met en garde des risques politique de l'accueil des protestants expatriés dans des régions habitées majoritairement par des catholiques. Il est contesté dans sa région et au sein même de la CDU. Peter Altmeier lui succède en tant que ministre-président. 
De 1947 jusqu'à sa retraite en 1959, il est le président de la Banque Centrale de Rhénanie-Palatinat. De juin 1947 jusqu'à sa mort en 1961, il est président du groupe parlementaire CDU au landtag de Rhénanie-Palatinat. De plus, il est le président du conseil d'administration d'une grande société à Kirchhundem, membre du conseil d'administration de la RWE et de la Deutsche Bundesbank.
Wilhelm Boden meurt le 18 octobre 1961 à son domicile de Birnbach.

## Décorations et distinctions
- Grand-croix de l'Ordre du Mérite de la République fédérale d'Allemagne
- Élu et docteur honoraire de l'Université Johannes Gutenberg de Mayence
- Membre honoraire de l'Institut archéologique allemand

## Sources
- (de) Cet article est partiellement ou en totalité issu de l’article de Wikipédia en allemand intitulé « Wilhelm Boden » (voir la liste des auteurs).